# Izrek sedmih krožnic
Izrek sedmih krožnic je v ravninski geometriji izrek o posebni postavitvi sedmih krožnicah v evklidsko ravnino. Če je dana veriga šestih krožnic, ki so vse tangentne na sedmo krožnico in na dve sosednji krožnici, se tri premice med nasprotnimi pari dotikališč na sedmo krožnico sekajo v isti točki. Čeprav je izrek elementaren, so ga leta 1974 odkrili Evelyn, Money-Coutts in Tyrrell.